# Principe de Pollyanna
Le principe de Pollyanna (également appelé Pollyannaisme ou biais de positivité) est la tendance des personnes à se souvenir d'éléments plus agréables que ceux désagréables. La recherche[réf. nécessaire] indique qu'au niveau subconscient, l'esprit a tendance à se concentrer sur l'optimisme ; alors qu'au niveau conscient, il a tendance à se concentrer sur le négatif. Ce biais subconscient vers le positif est souvent décrit comme le principe de Pollyanna et est similaire à l’effet Forer.

## Développement
L'appellation de ce principe psychologique provient du roman d'Eleanor H. Porter intitulé Pollyanna (1913), lequel met en scène une fillette de ce nom jouant à un « jeu de la gaieté » qui lui apprend à trouver quelque chose de positif dans toutes les situations. Le roman, célèbre, a connu plusieurs suites et a été adapté à l'écran à plusieurs reprises, dont les versions notables de 1920 et 1960. En 1969, Boucher et Osgood, sous le nom d'hypothèse de Pollyanna postulèrent une tendance universelle de la communication humaine à utiliser des mots positifs sur le plan évaluatif, plus fréquemment et plus diversement que des mots
négatifs ,.
Le principe de Pollyanna a été explicité en 1978 par Margaret Matlin et David Stang, qui ont fait de Pollyanna un archétype des préjugés positifs des gens lorsqu'ils pensent au passé. Selon le principe de Pollyanna, le cerveau traite les informations agréables de manière plus précise et exacte que les informations désagréables : nous avons ainsi tendance à nous figurer les expériences passées comme plus roses qu’elles n’ont été en réalité .
Les deux chercheurs ont fourni des preuves substantielles du principe de Pollyanna. Ils ont constaté que les gens s'exposent à des stimuli positifs et évitent les stimuli négatifs, prennent plus de temps pour reconnaître ce qui est désagréable ou menaçant que ce qui est agréable et sûr, et signalent qu'ils rencontrent des stimuli positifs plus fréquemment qu'ils ne le font réellement. Matlin et Stang ont également déterminé que le rappel sélectif était un événement plus probable lorsque le rappel était retardé : plus le délai était long, plus le rappel était sélectif [réf. nécessaire].
Le principe de Pollyanna a également été observé sur les réseaux sociaux en ligne. Par exemple, les utilisateurs de Twitter partagent de manière préférentielle les informations positives et en sont plus affectés émotionnellement ,.
Cependant, le principe de Pollyanna perd de sa pertinence chez les personnes souffrant de dépression ou d'anxiété, qui ont au contraire tendance à appliquer à leurs reflexions un biais négatif, pessimiste .